# 紐威哥 (密歇根州)
紐威哥（英語：Newaygo）是一個位於美國密歇根州紐威哥縣的城市。

## 人口
根據2020年美國人口普查的數據，紐威哥的面積為10.16平方千米，當中陸地面積為9.75平方千米，而水域面積為0.40平方千米。當地共有人口2471人，而人口密度為每平方千米243人。